# Halo estelar
El halo estelar de una galaxia es el sector de su halo galáctico que contiene estrellas. El halo se extiende mucho más allá de las regiones más brillantes de una galaxia y normalmente contiene sus estrellas más antiguas y pobres en metales.

## Historial de observación
Los primeros estudios, que investigaron la forma del halo estelar de la Vía Láctea, encontraron alguna evidencia de que puede variar con el aumento de la distancia al centro de la galaxia. Estos estudios encontraron halos con regiones externas de forma esférica y regiones internas más planas. Grandes estudios realizados en el siglo XXI, como el Sloan Digital Sky Survey, han permitido investigar la forma y distribución del halo estelar con mucho más detalle; estos datos se han utilizado para postular un halo triaxial u oblato. Estudios más recientes han encontrado que el halo se aplana con una dependencia del radio de la ley de potencia quebrantada; la evidencia de la triaxialidad no está clara.
Como resultado de su débil brillo, las observaciones de halos estelares en galaxias distantes han requerido tiempos de exposición muy largos, el apilamiento de datos de numerosas galaxias para obtener propiedades promediadas u observar solo las poblaciones estelares resueltas. Las estrellas individuales resueltas en halos estelares solo se pueden medir en la Vía Láctea y Andrómeda. Los halos estelares más lejanos detectados se encuentran a una distancia de corrimiento.

## Estructura y propiedades
En el modelo Lambda-CDM del universo, las galaxias crecen mediante fusiones. Tales fusiones son la causa de la subestructura observada en el halo estelar de las galaxias; las corrientes de estrellas de las galaxias satélites interrumpidas son detectables a través de su coherencia en el espacio o la velocidad; varias de estas corrientes se pueden observar alrededor de la Vía Láctea. Como resultado de la acumulación de una variedad de galaxias satélites, las variaciones en propiedades como la metalicidad están presentes en las poblaciones estelares en los halos.
Las simulaciones astrofísicas de galaxias han predicho que los halos estelares deberían tener dos componentes; una región interior dominada por estrellas que se formaron dentro de la galaxia, y una región exterior compuesta principalmente de estrellas acumuladas a través de eventos de fusión. Las predicciones para estos componentes incluyen diferentes estructuras y direcciones de rotación. La evidencia observacional de este halo dual en la Vía Láctea ha sido reivindicada pero impugnada.

## Vía Láctea
Los estudios de la Vía Láctea han encontrado que aproximadamente entre el 0,1% y el 1,1% de su masa estelar total está contenida dentro del halo estelar, y que se extiende a más de 100 kiloparsecs del centro galáctico.